# Барбър (окръг, Западна Вирджиния)
Окръг Барбър (на английски: Barbour County) е окръг в щата Западна Вирджиния, Съединени американски щати. Площта му е 888 km², а населението – 16 493 души (2012). Административен център е град Филипи.